# GiNZA
GiNZA（ギンザ）とは、株式会社リクルートのAI研究機関であるMegagon Labsが、2019年4月に公開したPython向け日本語自然言語処理オープンソースライブラリである。多言語対応型の自然言語処理ライブラリspaCyと、形態素解析器SudachiPyを用いて実装されている。

## 特長
GiNZAの特長は以下の3点とされる。
1. 高度な自然言語処理をワンステップで導入完了
2. 高速・高精度な解析処理と依存構造解析レベルの国際化に対応
3. 国立国語研究所との共同研究成果の学習モデルを提供

## 名称
GiNZAという名称について開発者の松田寛は「日本文化を発信し時代の最先端で世界と影響を与え合ってきた街であり、Megagon Labsが属するリクルートグループの拠点である銀座の地から、全世界のビジネスで手軽に使える日本語NLPを提供し、産業活性化に貢献したいという想いから名付けられた」と回想している。

## 利用
松田寛は2020年の論考で「Universal Dependencies (UD) の日本語解析系としてGiNZAの利用が広がりを見せ、2020年1月から5ヶ月間のダウンロード数が2万回を超えた」「導入の容易さも利用者の支持を得た一つの要因となっている」と指摘している。